# Lechia Gdańsk Spółka Akcyjna
O Lechia Gdańsk Spółka Akcyjna, abreviado Lechia Gdańsk, é um clube de futebol polonês da cidade de Gdańsk fundado em 1945, que disputa a Ekstraklasa. Suas cores oficiais são o branco e o verde.

## Títulos
- Copa da Polônia (Puchar Polski)
  - (2): 1982/83, 2018/19
- Supercopa da Polônia (Superpuchar Polski)
  - (1): 1983

## Estádio
O PGE Arena Gdańsk é um estádio de futebol localizado em Gdańsk (Polónia), de propriedade do Lechia Gdańsk.

## Elenco
- Atualizado em 21 de julho de 2024.

Legenda
- : Capitão
- : Lesão

## Notáveis jogadores

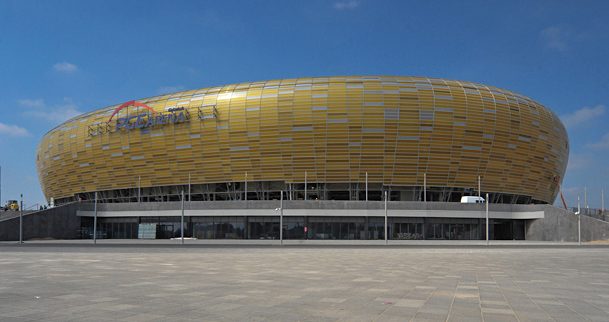
PGE Arena Gdańsk - Lado de fora

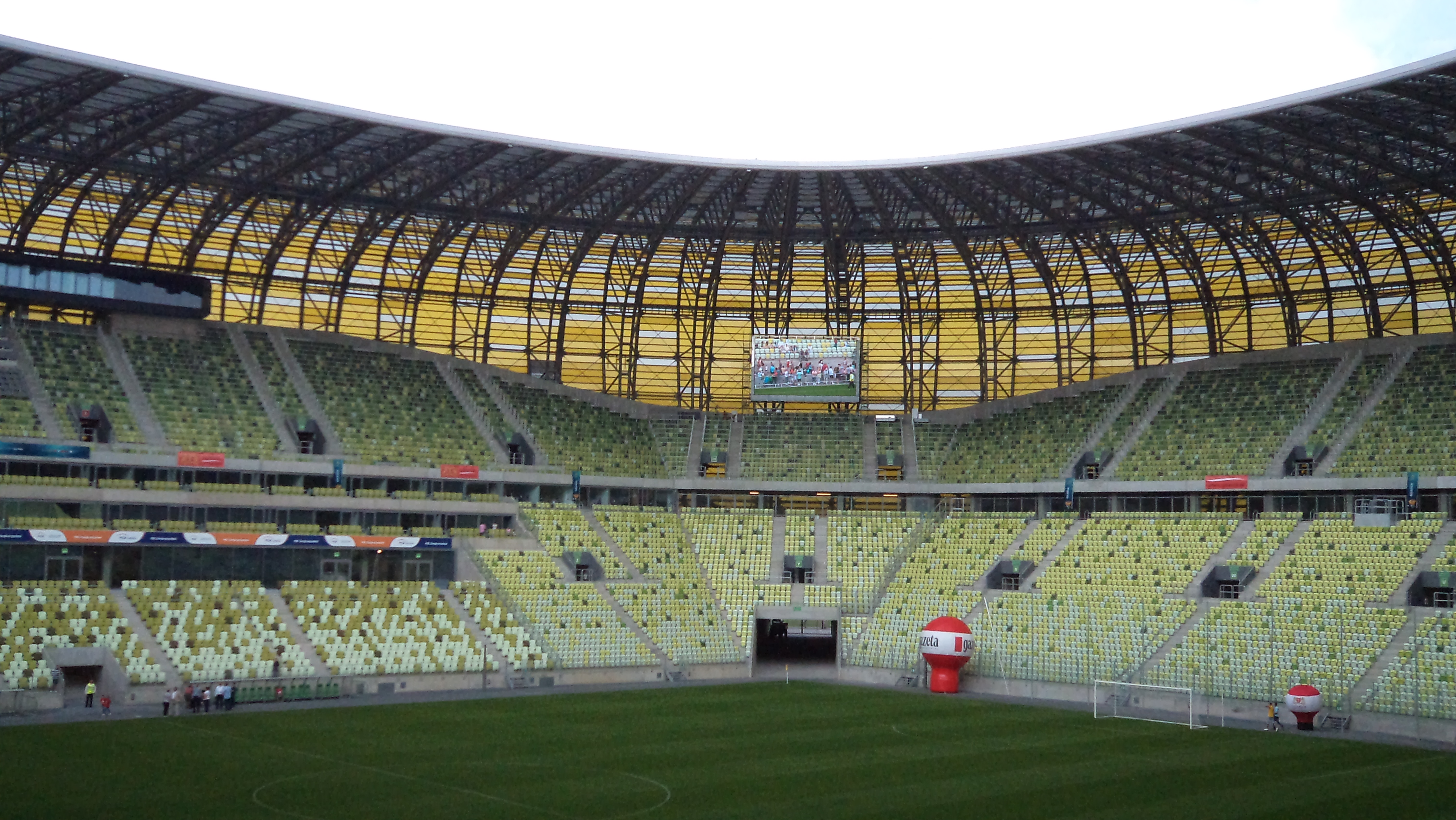
PGE Arena Gdańsk

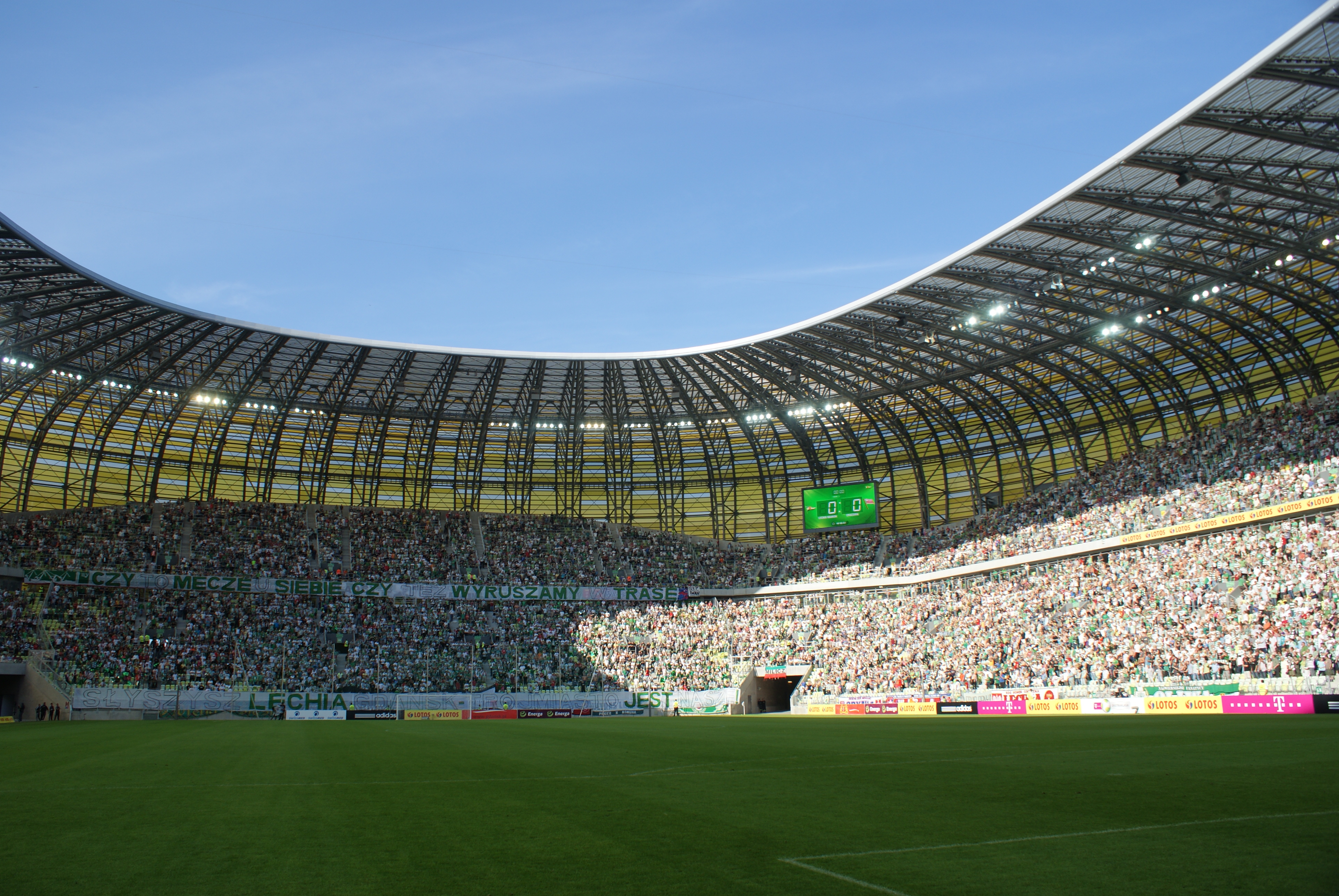
PGE Arena Gdańsk

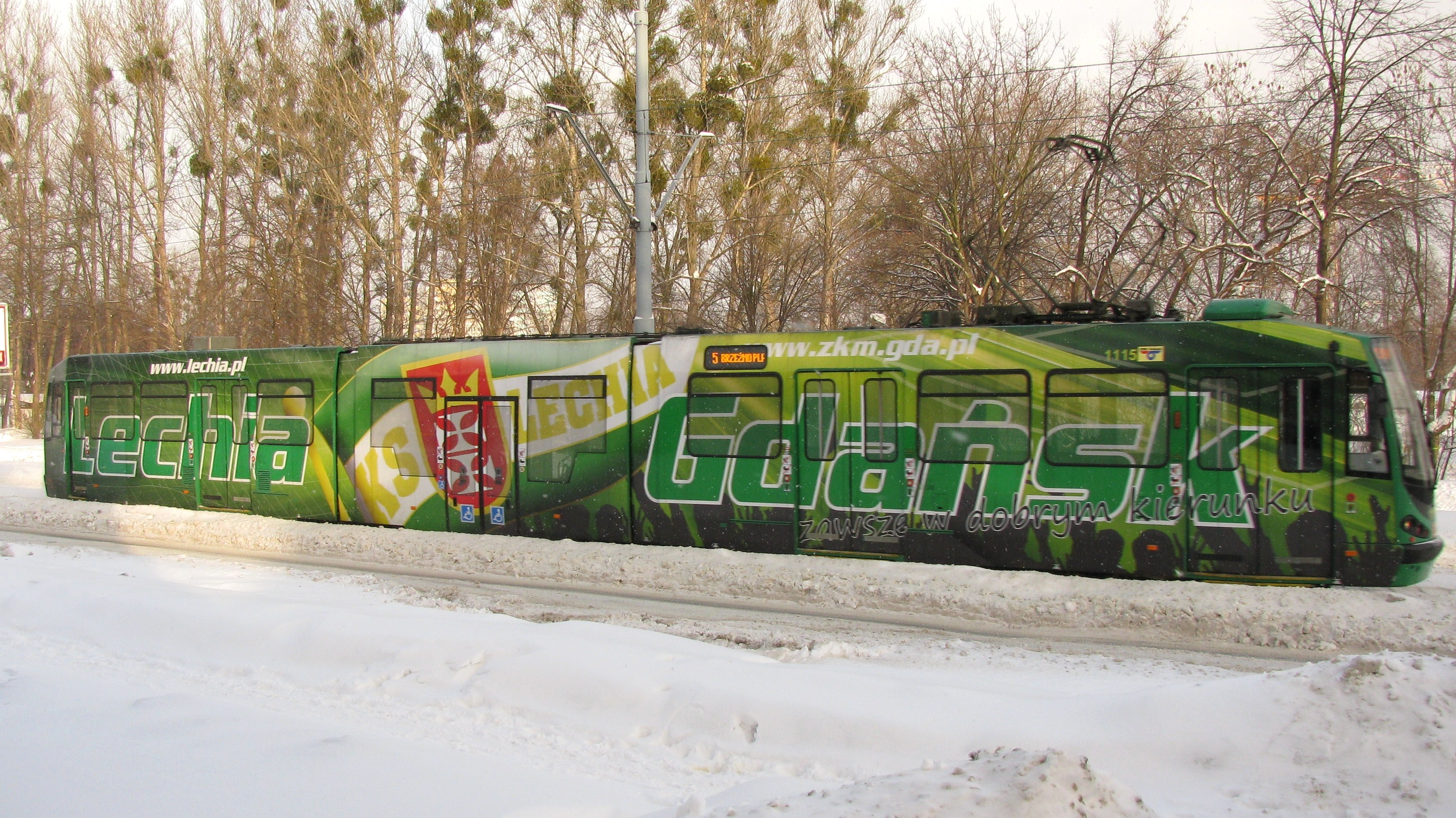
Ônibus do Lechia Gdańsk

- Paweł Dawidowicz
- Miloš Krasić
- Daisuke Matsui
- Sebastian Mila
- Łukasz Nawotczyński
- Marco Paixão
- Grzegorz Rasiak
- Grzegorz Szamotulski
- Josip Tadić
- Jakub Wawrzyniak
- Marek Zieńczuk